# Deströyer 666
Deströyer 666 – australijska grupa wykonująca muzykę z pogranicza black, thrash i death metalu. Powstała w 1994 roku w Melbourne w stanie Wiktoria.

## Dyskografia
Albumy studyjne
- Wildfire (2016)
- Unchain the Wolves (1997, Modern Invasion Music)
- Phoenix Rising (2000, Season of Mist)
- Cold Steel... For an Iron Age (2002, Season of Mist)[4]
- Defiance (2009, Season of Mist)[5]

Minialbumy
- Violence Is the Prince of This World (1995, Modern Invasion Music)
- Satanic Speed Metal (1998, Merciless Records)
- King of Kings / Lord of the Wild (2000, AJNA Offensive)
- ...Of Wolves, Women & War (2002, Satan Records)
- Terror Abraxas (2003, Iron Pegasus Records)
- See You In Hell (2010, Invictus Productions)

Kompilacje
- To the Devil His Due (2010, KbtMT Records)

Dema
- Six Songs with the Devil (1994, wydanie własne)

## Nagrody i wyróżnienia
| Rok  | Kategoria                             | Nagroda                 | Uwagi      |
| ---- | ------------------------------------- | ----------------------- | ---------- |
| 2010 | The Best Black Metal Album (Defiance) | Metal Storm Awards 2009 | 4. miejsce |